# Vela nos Jogos Olímpicos de Verão de 1984
As competições da vela nos Jogos Olímpicos de Verão de 1984 foram disputadas entre os dias 31 de julho e 8 de agosto daquele ano em Long Beach, no condado de Los Angeles, nos Estados Unidos. O programa de 1984 consistia num total de sete classes (disciplinas) de vela. Para cada uma das classes do evento foram sete regatas. A navegação foi realizada nos percursos olímpicos do tipo triangular. A partida foi feita no centro de um conjunto de oito marcas numeradas que foram colocadas em um círculo. Durante o procedimento de largada, a sequência das marcas foi comunicada aos velejadores. Ao escolher a marca que estava mais contra o vento, a largada sempre poderia ser feita contra o vento.

## Local
De acordo com os estatutos do Comitê Olímpico Internacional, as competições em todas as modalidades desportivas devem ser realizadas na cidade escolhida pelo COI ou o mais próximo possível. As condições de navegação na costa de Los Angeles são muito adequadas para a vela olímpica. Um total de quatro áreas de corrida foram criadas no Pacífico, na costa de Long Beach.
Para a mídia foram reservados 40 barcos. Todos os barcos estavam lotados.

## Participantes

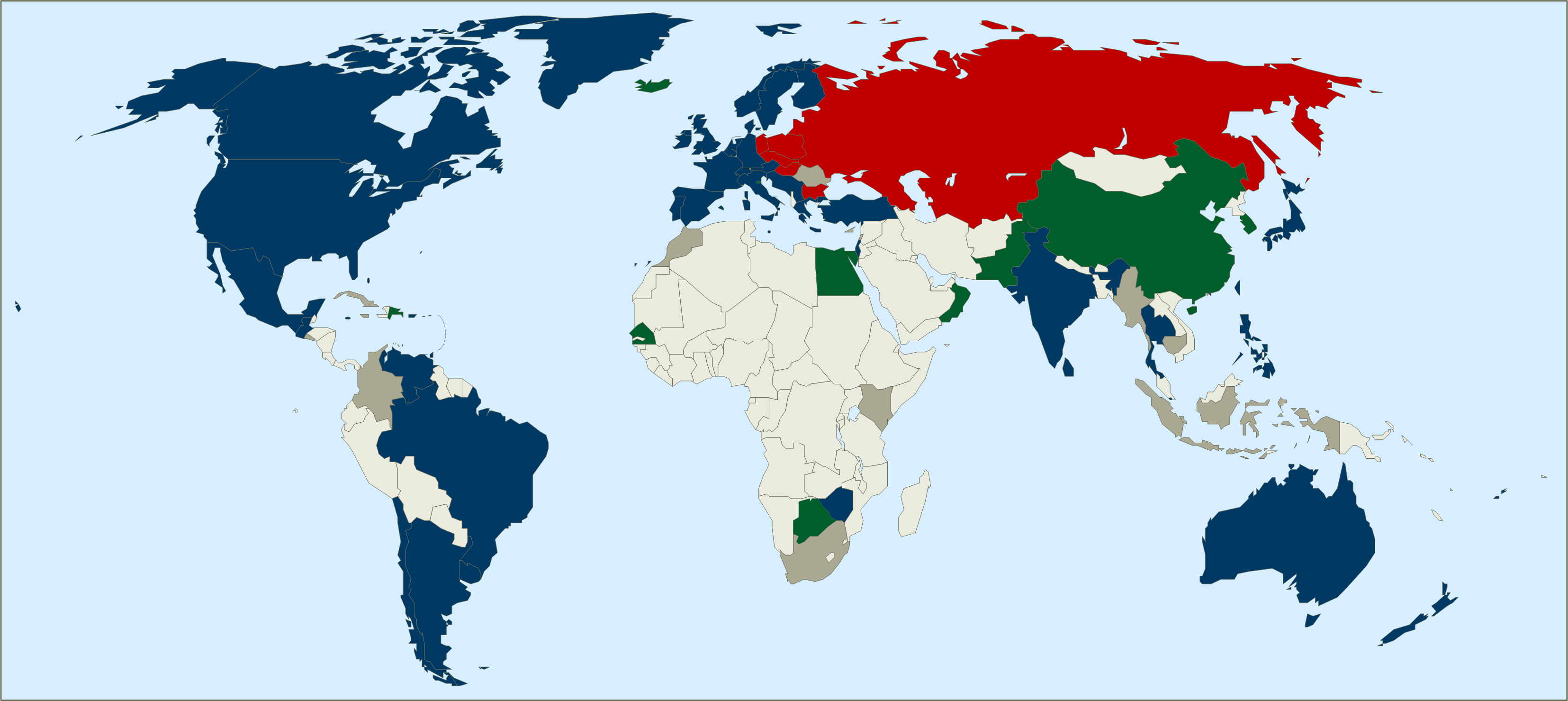
Países participantes da vela nos Jogos Olímpicos de 1984.
Países que participaram pela primeira vez.
Países que já participaram em outras edições.
Países que boicotaram o evento da vela.

- ANT Antígua e Barbuda
- ARG Argentina
- AUS Austrália
- AUT Áustria
- BAH Bahamas
- BAR Barbados
- BEL Bélgica
- BER Bermudas
- BOT Botsuana
- BRA Brasil
- CAN Canadá
- CAY Ilhas Cayman
- CHI Chile
- CHN China
- DEN Dinamarca
- DOM República Dominicana
- EGY Egito
- ESP Espanha
- FIJ Fiji
- FIN Finlândia
- FRA França
- FRG Alemanha Ocidental
- GBR Grã-Bretanha
- GRE Grécia
- GUA Guatemala
- HKG Hong Kong
- IND Índia
- IRL Irlanda
- ISL Islândia
- ISR Israel
- ISV Ilhas Virgens Americanas
- ITA Itália
- IVB Ilhas Virgens Britânicas
- JPN Japão
- KOR Coreia do Sul
- MEX México
- MLT Malta
- NED Países Baixos
- NOR Noruega
- NZL Nova Zelândia
- OMA Omã
- PAK Paquistão
- PHI Filipinas
- POR Portugal
- PUR Porto Rico
- SEN Senegal
- SIN Singapura
- SMR San Marino
- SRI Sri Lanka
- SUI Suíça
- SWE Suécia
- THA Tailândia
- TPE Taipé Chinês
- TRI Trinidad e Tobago
- TUR Turquia
- URU Uruguai
- USA Estados Unidos
- VEN Venezuela
- YUG Iugoslávia
- ZIM Zimbabwe

## Eventos
| Classe          | Tipo            | Local      | N.º de equipes | Primeira exibição |
| --------------- | --------------- | ---------- | -------------- | ----------------- |
| Windglider      | prancha à vela  | Long Beach | 38             | 1984              |
| Finn            | bote            | Long Beach | 28             | 1952              |
| 470             | bote            | Long Beach | 28             | 1976              |
| Flying Dutchman | bote            | Long Beach | 17             | 1960              |
| Tornado         | catamarã        | Long Beach | 20             | 1976              |
| Star            | barco de quilha | Long Beach | 19             | 1932              |
| Soling          | barco de quilha | Long Beach | 22             | 1972              |

## Medalhistas
| Evento                   | Ouro                                                    | Prata                                                 | Bronze                                         |
| ------------------------ | ------------------------------------------------------- | ----------------------------------------------------- | ---------------------------------------------- |
| Windglider detalhes      | Stephan van den Berg NED Países Baixos                  | Scott Steele USA Estados Unidos                       | Bruce Kendall NZL Nova Zelândia                |
| Finn detalhes            | Russell Coutts NZL Nova Zelândia                        | John Bertrand USA Estados Unidos                      | Terry Neilson CAN Canadá                       |
| 470 detalhes             | Luis Doreste Roberto Molina ESP Espanha                 | Steve Benjamin Chris Steinfeld USA Estados Unidos     | Thierry Peponnet Luc Pillot FRA França         |
| Flying Dutchman detalhes | Jonathan McKee William Carl Buchan USA Estados Unidos   | Terry McLaughlin Evert Bastet CAN Canadá              | Jonathan Richards Peter Allam GBR Grã-Bretanha |
| Tornado detalhes         | Rex Sellers Chris Timms NZL Nova Zelândia               | Randy Smyth Jay Glaser USA Estados Unidos             | Christopher Cairns John Anderson AUS Austrália |
| Star detalhes            | William Earl Buchan Steven Erickson USA Estados Unidos  | Joachim Griese Michael Marcour FRG Alemanha Ocidental | Giorgio Gorla Alfio Peraboni ITA Itália        |
| Soling detalhes          | Robbie Haines Rod Davis Ed Trevalyan USA Estados Unidos | Torben Grael Daniel Adler Ronaldo Senfft BRA Brasil   | Hans Fogh Stephen Calder John Kerr CAN Canadá  |

## Quadro de medalhas
| Ordem | País                   | Medalha de ouro | Medalha de prata | Medalha de bronze |    | Ordem por total |
| ----- | ---------------------- | --------------- | ---------------- | ----------------- | -- | --------------- |
| 1     | USA Estados Unidos     | 3               | 4                |                   | 7  | 1               |
| 2     | NZL Nova Zelândia      | 2               |                  | 1                 | 3  | 2               |
| 3     | NED Países Baixos      | 1               |                  |                   | 1  | 4               |
| 3     | ESP Espanha            | 1               |                  |                   | 1  | 4               |
| 5     | CAN Canadá             |                 | 1                | 2                 | 3  | 2               |
| 6     | BRA Brasil             |                 | 1                |                   | 1  | 4               |
| 6     | FRG Alemanha Ocidental |                 | 1                |                   | 1  | 4               |
| 8     | AUS Austrália          |                 |                  | 1                 | 1  | 4               |
| 8     | FRA França             |                 |                  | 1                 | 1  | 4               |
| 8     | GBR Grã-Bretanha       |                 |                  | 1                 | 1  | 4               |
| 8     | ITA Itália             |                 |                  | 1                 | 1  | 4               |
| TOTAL | TOTAL                  | 7               | 7                | 7                 | 21 | —               |